# O Que Se Passou Foi Isto
Série de humor da RTP, exibida à Quarta-feira, protagonizado por Luís Franco-Bastos, Manuel Marques e Carla Salgueiro, realizado por Jorge Paixão da Costa e escrito por Joana Marques, Roberto Pereira e Susana Romana. Lançado em 2009 e com cada episódio tendo duração média de 25 minutos, o programa teve uma temporada, dividida em 13 episódios.

## Sinopse
O Ludgero´s Café, é o ponto de encontro sagrado para três personagens típicas de qualquer cidade portuguesa: Fábio, um estafeta de vinte e poucos anos, Sónia, a dona de um quiosque e Ludgero, o proprietário do dito café. Nos (longos) intervalos dos respectivos serviços, é ali que se juntam para comentar os principais acontecimentos da actualidade. A profissão deles, embora não remunerada, é a de comentadores de tudo o que se passa à sua volta. Eles são mais do que treinadores de bancada: são políticos de bancada, economistas de bancada, socialites de bancada – ou de balcão de café, melhor dizendo...
Em Portugal toda a gente tem uma teoria acerca dos casos e polémicas que enchem os jornais. Todos têm um primo, uma cunhada, um conhecido que por sua vez conhece alguém que trabalha num lugar importante e que tem acesso a informação privilegiada. As três personagens desta série são exemplos acabados disto mesmo. Eles sabem tudo o que se passa nos meandros da sociedade portuguesa, e estão dispostos a prová-lo, mostrando a todos o que verdadeiramente se passou nos casos mais mediáticos da actualidade.